# Ficinia trollii
Ficinia trollii är en halvgräsart som först beskrevs av Georg Kükenthal, och fick sitt nu gällande namn av A. Muthama Muasya och David Alan Simpson. Ficinia trollii ingår i släktet Ficinia och familjen halvgräs. Inga underarter finns listade i Catalogue of Life.